# 上海公共租界越界筑路

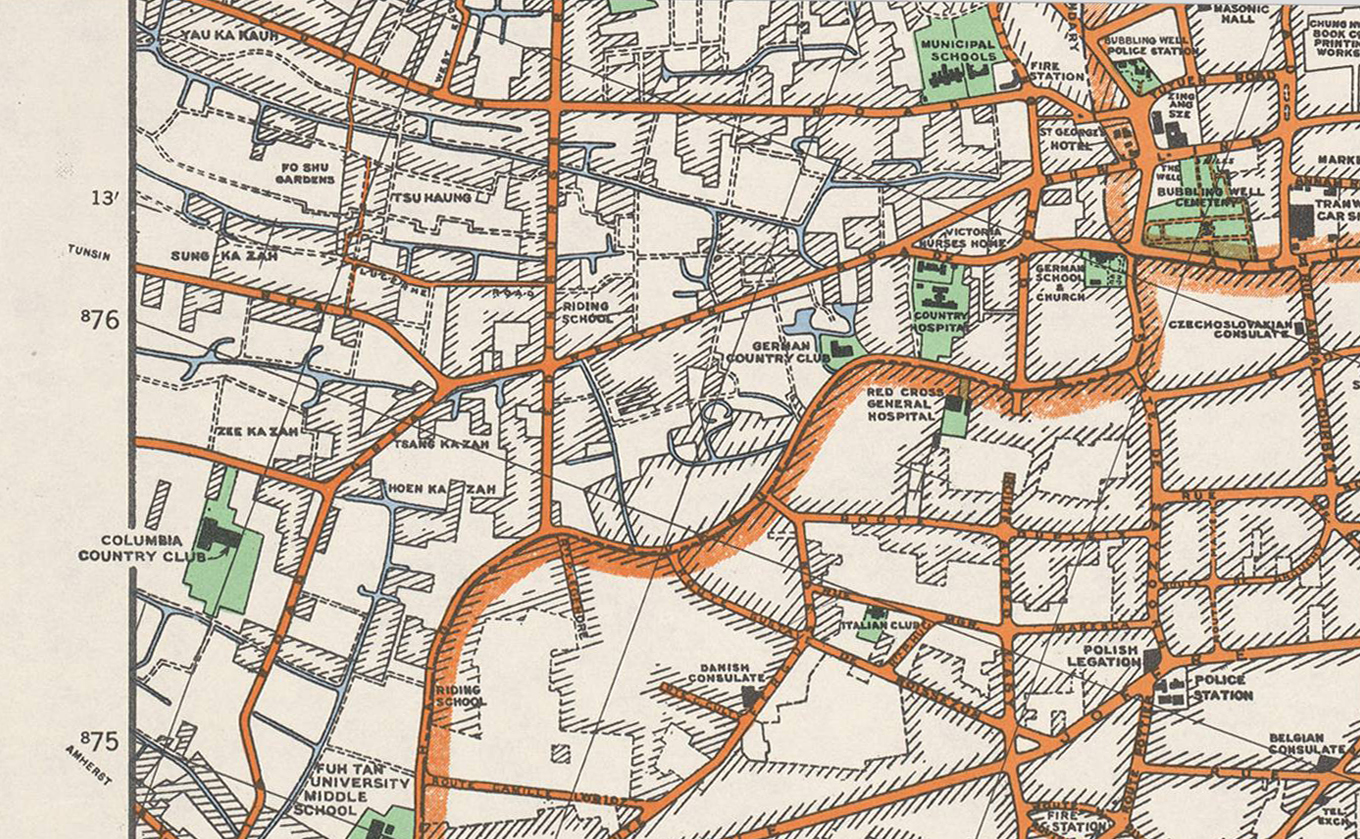
1933年沪西地图，其中左上角区域为越界筑路地区

上海公共租界越界筑路（英語：extra-settlement roads）是上海公共租界在界外修筑道路，并进而事实上取得了一定行政管辖权的附属于租界的“準租界”区域。與正式租界區不同，公共租界當局在越界築路區僅在特定的道路沿綫擁有警務權，並可對與道路有關的服務事項收取稅費，此區域的其他行政權仍屬於中國政府。
上海公共租界的越界筑路开始于太平天国战争期间的1860年代，如著名的静安寺路（Bubbling Well Rd.）、新闸路（Sinza Road）、极斯非而路（Jessfield Road）、卡德路（Carter Road）等。1899年上海公共租界大扩展以后，绝大部分越界筑路已被并入该租界。但自1901年以后，该租界再度向外围地区大规模越界筑路，准备将这些地段列入进一步扩展的范围。
19世紀末至20世紀初，上海法租界也有較大的越界築路區，但在1914年，上海法租界獲得越界築路區的警務權和稅收權，實際上等於大规模拓展法租界，将所有越界筑路全部囊括其中。受此鼓勵，上海公共租界也计划再次拓展，计划中准备将沪杭铁路以东的越界筑路都纳入租界范围。由于袁世凯政府这时正面临反对“二十一条”群众运动的压力，没有批准这个推广租界合同。英国政府正全力进行第一次世界大战，所以最终这一大片越界筑路区直到租界收回始终维持这种特殊的准租界格局。直到1925年五卅运动之后，大规模越界筑路才告一段落。
20世纪上海公共租界的越界筑路包括2大部分：沪西和沪北。共筑有大小马路接近40条，其中沪西28条。沪西越界筑路最远的地方（虹桥路西端）距离公共租界的西部边界（静安寺附近）已有10多千米。所有越界筑路所围成的区域共有47000亩（31平方千米），甚至超过正式租界的面积（33503亩，合22平方千米）。

## 20世纪公共租界越界筑路列表

### 沪西
- 1864年筑
  - 极司非尔路Jessfield Road——万航渡路，
- 1869年筑
  - 卡德路Carter Road——石门二路
- 1901年筑
  - 白利南路Brenan Road——长宁路[1]
  - 虹桥路Hungjao Road
  - 罗别根路Rubicon Road——哈密路
  - 劳勃生路Robinson Road（西段）——长寿路
- 1903年筑
  - 胶州路Kiaochow Road北端
- 1906年筑
  - 忆定盘路Edinburgh Road——江苏路
  - 康脑脱路（西段）Connaught Road——康定路
- 1907年筑
  - 新加坡路Singapore Road——余姚路，
- 1910年筑
  - 大西路Great Western Road——延安西路（1922年向西延伸至霍必兰路，1927年再向西伸至法磊斯路）
- 1911年筑
  - 愚园路Yu Yuen Road
  - 地丰路Tifong Road——乌鲁木齐北路，（1924年续建大西路至海格路段）
  - 槟榔路Penang Road西段——安远路
  - 开纳路Kinnear Road——武定西路
  - 华伦路或霍必兰路Warren Road——古北路。
- 1912年
  - 吕西纳路Lucerne Road——利西路，东起忆定盘路。
- 1921年
  - 静安寺路（Bubbling Well Road）西端（海格路至大西路）
- 1925年筑
  - 安和寺路Avenue Amherest——新华路。
  - 惇信路Tunsin Road——武夷路。
  - 哥伦比亚路Columbia Road——番禺路，
  - 林肯路Lincoln Avenue——天山路
  - 法磊斯路Fraser Road——伊犁路
  - 佑尼干路Jernigan Road——仙霞路。
  - 乔敦路Jordan Road——淮海西路。1930年代改名陆家路。
  - 凯斯威克路Keswick Road——凯旋路。
  - 麦克路或麦克利奥［劳］路Macleod Avenue——淮阴路
  - 碑坊路Monument Road——绥宁路

### 沪北
- 1903年
  - 江湾路Kiangwan Road——东江湾路　
  - 赫司克而路Haskell Road——中州路
- 1906年筑
  - 北四川路Szechuen Road（North）北段——四川北路
- 1908年筑
  - 欧嘉路Urga Road——海伦路。
- 1911年筑
  - 窦乐安路Darroch Road——多伦路
  - 施高塔路Scott Road——山阴路
- 1912年筑
  - 狄思威路北段Dixwell Road——溧阳路
  - 黄陆路Wonglo Road——黄渡路
  - 白保罗路Barchet Road——新乡路

## 市政建设

### 筑路
最初这些马路基本上都是土路、沙石路、煤渣路或弹街路。以后逐步改建为柏油等高级路面。

### 公用事业
- 路灯
- 煤气
- 供电
- 自来水
- 污水处理

### 公园
- 兆丰公园
- 虹口公园

## 行政管理

### 警权
1918年，工部局以管理交通为由在静安寺路设置巡捕，以后租界工部局陆续在各条界外马路上设置巡捕。

### 税收
1906年，公共租界工部局开始向越界筑路区域使用租界自来水的用户征收特别房捐（又称水捐、巡捕捐）。但与正式租界不同，中国政府仍能在越界筑路区域征收一些捐税。

## 司法管辖
民国初年，越界筑路区域也被划入会审公廨进行司法管辖的范围。

## 城市景观

### 沪西

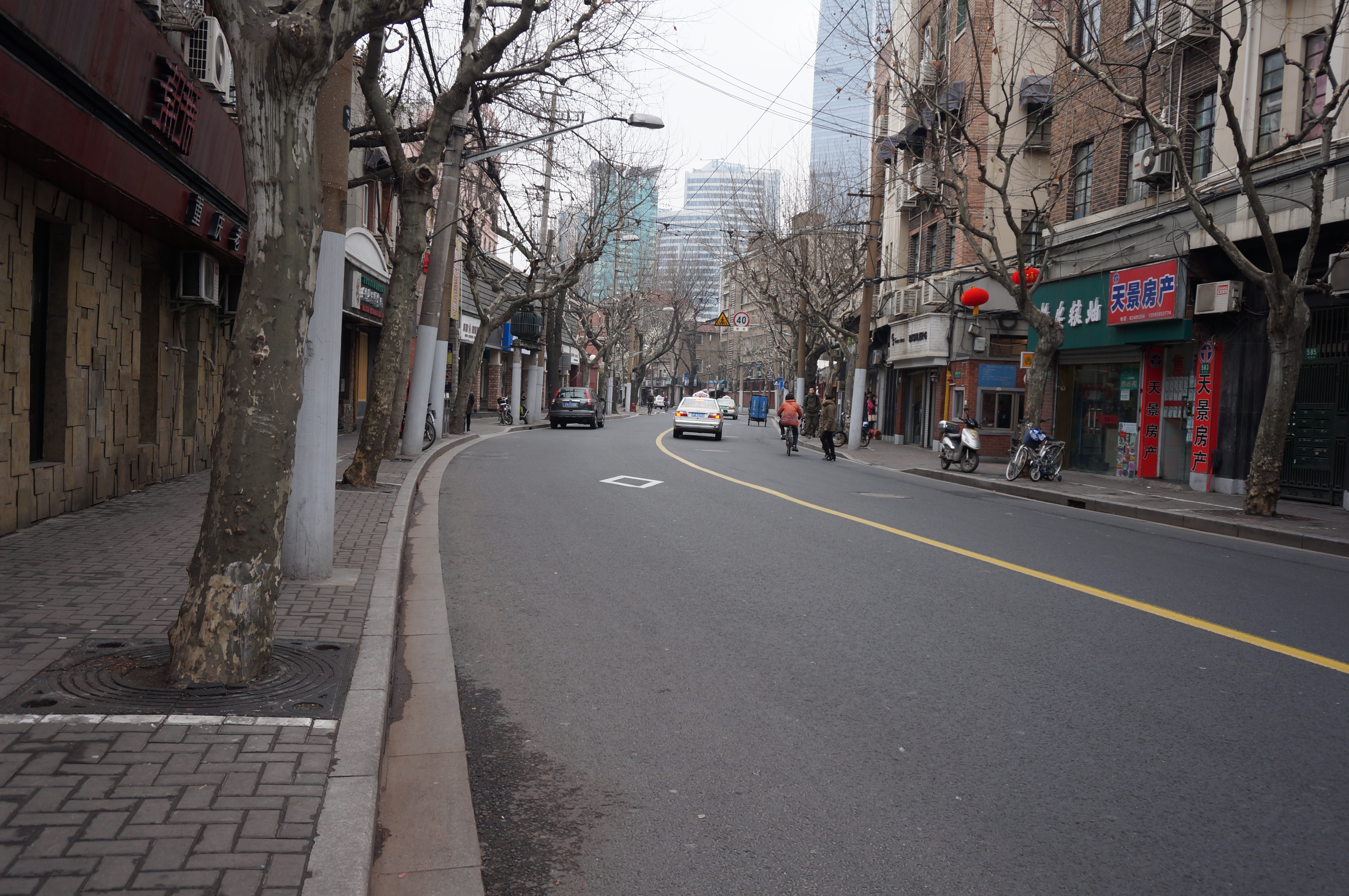
今日上海愚园路街景

上海公共租界与法租界的景观截然不同，界内除静安寺路沿线一带，大部分地区人口和工商业高度密集，建筑风格混杂不一。但其西面静安寺以西的越界筑路地带，特别是愚园路、极司非尔路、大西路、安和寺路、忆定盘路 、惇信路等界外区域却展现出类似欧美城市市郊所谓「如画的」郊区风貌 (picturesque suburbs)，两侧是延绵不断的精致浪漫的花园洋房。后来更越过沪杭铁路沿着虹桥路向西伸展。但穿过洋房之间的弄堂进入街道后的小河浜边，（如东诸安浜），立刻就是天壤之别的棚户区景观。 

## 各种机构

### 教育机构
- 西童公学
- 圣约翰大学
- 光华大学
- 中西女中
- 圣玛利亚女中
- 日本人寻常高等小学——北四川路1838号
- 怀恩中学——宝兴路

### 医疗机构
- 宏恩医院
- 福民医院

### 俱乐部
- 美国乡村总会
- 德国总会（后期）
- 意大利总会
- 拍球总会

### 宗教机构
- 长老会鸿德堂——窦乐安路59号，现仍开放
- 中华基督教会富吉堂——北四川路1802号，
- 广东旅沪浸信会——白保罗路66号，今新乡路幼儿园
- 宣道会守真堂——北四川路1598号，
- 浸信会怀恩堂——北四川路（1905－）、宝兴路（1925－1937）
- 锡克教堂——东宝兴路326号

## 战争时期

### 沪西
1937年，淞沪会战期间，沪西越界筑路地区沪杭铁路以东基本已建成市区的部分划归英国、意大利两国军队防守。英军防区面积较大，东北方沿极司非尔路与意军防区相邻，东南方隔海格路与法租界相望，南到陆家路（今淮海西路），西到沪杭铁路，北面到苏州河。意军防区位于极司非尔路与胶州路之间的狭长地带，北面也以苏州河为界。
由于越界筑路地区的特殊性，使这里成为多方势力角逐的场所。许多著名汉奸都在愚园路买房定居。极司非尔路76号设立了臭名昭著的日本特工总部。还曾多次发生76号与租界巡捕之间的冲突事件。1940年英军撤退以后，沪西越界筑路地区已经难以保持中立地位。

### 沪北
1927年北伐战争期间，北四川路及其以东到虹口港的狭长地带划归日军防区。1932年一二八事变发生时，日军将防线向西推进到淞沪铁路一线。中日两国军队发生激烈的军事冲突，日军以优势兵力攻占紧邻的闸北华界市区乃至北郊一些乡镇。在其后的淞沪停战协定中，规定日军退回到公共租界北区、东区及越界筑路地带。1937年淞沪会战期间，中国军队攻入公共租界北区、东区及越界筑路地带的日军防区，一度进攻到汇山码头附近，进行过激烈的巷战，也使用了重武器。因此该地区受到破坏。此后，日本海军陆战队赶走租界巡捕，日本势力完全占有这一地区。